# Brandon Mashinter
Brandon Mashinter (* 20. September 1988 in Bradford, Ontario) ist ein ehemaliger kanadischer Eishockeyspieler, der im Verlauf seiner aktiven Karriere zwischen 2005 und 2021 unter anderem 66 Spiele für die San Jose Sharks, New York Rangers und Chicago Blackhawks in der National Hockey League (NHL) auf der Position des Centers bestritten hat. Den Großteil seiner Karriere verbrachte Mashinter, der zwischen 2018 und 2020 für den ERC Ingolstadt in der Deutschen Eishockey Liga (DEL) auflief, jedoch in der American Hockey League (AHL), wo er in 557 Partien auf dem Eis stand.

## Karriere
Mashinter begann seine Juniorenkarriere im Alter von 16 Jahren in der Saison 2004/05 bei den Thornhill Thunderbirds in der Ontario Provincial Junior Hockey League (OPJHL), einer zweitklassigen Liga im Verband der Canadian Hockey League (CHL). Bereits im Jahr zuvor hatte er eine Partie für die Thornhill Major Islanders in der gleichen Liga bestritten. Im Verlauf der Spielzeit 2004/05 kam der Stürmer auch für die Sarnia Sting in der Ontario Hockey League (OHL) zum Einsatz. Insgesamt bestritt er acht Begegnungen für die Sting sowie 49 für die Thunderbirds. Zum Spieljahr 2005/06 wechselte Mashinter auf Dauer nach Sarnia. In zwei Jahren bestritt er 120 Partien für die Sting, in denen er 13 Tore und neun Assists verbuchte. Die Saison 2007/08 verbrachte Mashinter beim Ligakonkurrenten Kitchener Rangers, nachdem er im Sommer dorthin transferiert worden war. Mit den Rangers absolvierte der vielseitige Angreifer eine gute Saison. Er selbst erreichte in der regulären Saison 20 Scorerpunkte und gewann in den Playoffs schließlich den J. Ross Robertson Cup, wozu er weitere vier Punkte beisteuerte. Auch die folgende Saison, die mit 58 Punkten aus lediglich 52 Spielen seine statistisch erfolgreichste im Juniorenbereich werden sollte, begann er bei den Rangers. Im Dezember 2008 wurde er allerdings an die Belleville Bulls abgegeben. Dort beendete er die Spielzeit.
Im März 2009 wurde der ungedraftete Mashinter von den San Jose Sharks aus der National Hockey League (NHL) unter Vertrag genommen. Nach der Teilnahme am Trainingslager des Teams im September 2009 fand er sich im folgenden Monat im Farmteam, den Worcester Sharks aus der American Hockey League (AHL), wieder. Dort verbrachte er eine erfolgreiche erste Spielzeit im Seniorenbereich. Mit 22 Treffern gehörte er zu den treffsichersten Sharks-Spielern. Seine guten Leistungen, die er auch in die Saison 2010/11 mit hinein nahm, führten schließlich dazu, dass er am 29. Dezember 2010 sein Debüt in der NHL für San Jose gab.
Nach Beendigung des NHL-Lockouts im Januar 2013 transferierten ihn die San Jose Sharks im Austausch für Tommy Grant und einem Sechstrunden-Wahlrecht im NHL Entry Draft 2014 zu den New York Rangers, die den Stürmer zu deren AHL-Farmteam, den Hartford Wolf Pack, beorderten. Bereits im Dezember desselben Jahres gaben die Rangers Mashinter an die Chicago Blackhawks ab, bei denen er für die Rockford IceHogs in der AHL spielte. New York erhielt im Austausch Kyle Beach. Nach viereinhalb Jahren in der Blackhawks-Organisation kehrte er im September 2017 als Free Agent zu den San Jose Sharks zurück. Diese setzten ihn ausschließlich bei den San Jose Barracuda in der AHL ein, bevor sein auslaufender Vertrag im Juli 2018 nicht verlängert wurde.
Erst im November 2018 erhielt Mashinter bei den Rapid City Rush aus der ECHL einen neuen Vertrag, der aber bereits nach fünf Einsätzen wieder aufgelöst wurde, da er in die Deutsche Eishockey Liga (DEL) zum ERC Ingolstadt wechselte. Dort stand er bis zum Ende der Saison 2019/20. Seine letzte Profisaison bestritt der Kanadier schließlich in der Spielzeit 2020/21 beim HK Poprad aus der slowakischen Extraliga, ehe er im Oktober 2021 im Alter von 33 Jahren seinen Rücktritt vom aktiven Sport bekannt gab.

## Erfolge und Auszeichnungen
- 2008 J.-Ross-Robertson-Cup-Gewinn mit den Kitchener Rangers
- 2021 Slowakischer Vizemeister mit dem HK Poprad

## Karrierestatistik
(Legende zur Spielerstatistik: Sp oder GP = absolvierte Spiele; T oder G = erzielte Tore; V oder A = erzielte Assists; Pkt oder Pts = erzielte Scorerpunkte; SM oder PIM = erhaltene Strafminuten; +/− = Plus/Minus-Bilanz; PP = erzielte Überzahltore; SH = erzielte Unterzahltore; GW = erzielte Siegtore; 1 Play-downs/Relegation; Kursiv: Statistik nicht vollständig)